# فهرست زنان برنده جایزه نوبل
جایزه‌های نوبل جوایزی هستند که سالانه توسط فرهنگستان پادشاهی علوم سوئد، آکادمی سوئد، مؤسسهٔ کارولینْسکا، و کمیتهٔ نوبل نروژ به افرادی که مشارکت‌های مهمی در شیمی، فیزیک، ادبیات، فیزیولوژی و پزشکی و اقتصاد داشته باشند اهدا می‌شوند. جایزهٔ نوبل اقتصاد در سال ۱۸۹۵ توسط آلفرد نوبل بنیان‌گذاری شد. او در وصیت‌نامه‌اش ذکر کرد که این جایزه توسط بنیاد نوبل داده شود. جایزهٔ نوبل اقتصاد یا «جایزهٔ بانک مرکزی سوئد» برای یادبود آلفرد نوبل در ۱۹۶۸ توسط بانک مرکزی سوئد برای مشارکت‌های قابل توجه در امر اقتصاد بنا نهاده شد.
هر جایزه را کمیتهٔ خاصی اهدا می‌کند: فرهنگستان پادشاهی علوم سوئد جایزه‌های فیزیک و شیمی و اقتصاد، آکادمی سوئد جایزهٔ ادبیات، مؤسسهٔ کارولینْسکا جایزهٔ نوبل فیزیولوژی و پزشکی، و کمیتهٔ نوبل نروژ جایزهٔ صلح را اهدا می‌کنند. هر برنده، یک مدال، دیپلم افتخار و مقداری جایزهٔ نقدی ـ که میزان آن هر ساله متفاوت است ـ دریافت می‌کند.
تا سال ۲۰۱۵، جایزهٔ نوبل به ۸۲۲ مرد، ۴۸ زن و ۲۶ سازمان رسید. از میان زنان، ۱۷ تن جایزهٔ صلح، ۱۴ زن جایزهٔ ادبیات ۱۲ تن جایزهٔ فیزیولوژی و پزشکی، ۴ زن جایزهٔ شیمی، ۳ زن جایزهٔ فیزیک، و یک زن جایزهٔ اقتصاد را دریافت کرده‌اند. نخستین زنی که جایزهٔ نوبل را دریافت کرد ماری کوری بود که موفق شد به همراه همسرش پیر کوری و آنری بکرل در سال ۱۹۰۳ جایزهٔ نوبل فیزیک را دریافت کند. ماری کوری در سال ۱۹۱۱ نیز جایزهٔ شیمی نوبل را دریافت کرد و به تنها زنی تبدیل شد که برندهٔ ۲ جایزهٔ نوبل شده‌است. ایرن ژولیو-کوری، دختر ماری کوری، نیز در ۱۹۳۵ جایزهٔ نوبل شیمی را برد و این دو تنها مادر و دختری هستند که جایزهٔ نوبل را دریافت کرده‌اند. سال ۲۰۰۹ سالی بود که بیشترین جایزهٔ نوبل را برای زنان به ارمغان آورد، به طوری که در آن سال ۵ زن موفق به کسب این جایزه شدند. دانا استریکلند و فرانسیس آرنولد و نادیا مراد آخرین زنانی هستند که جایزهٔ نوبل را دریافت کرده‌اند.

## بر اساس سال

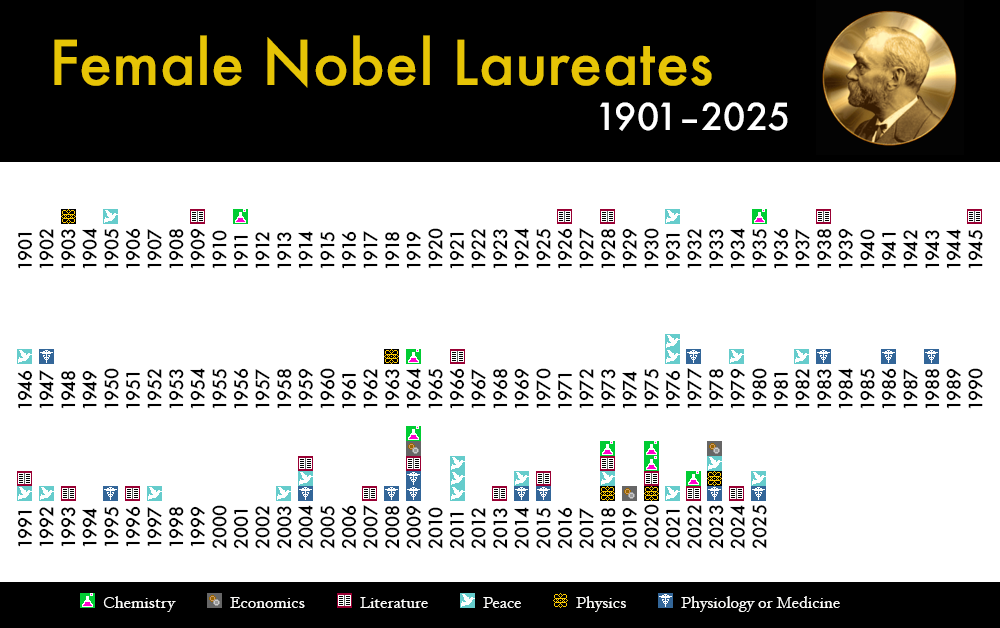
تمام جوایز نوبل به‌دست‌آمده توسط زنان (۲۰۱۹-۱۹۰۱)

## برندگان
| سال  | تصویر          | نام                                                                      | کشور                         | جایزه                        | دلیل |
| ---- | -------------- | ------------------------------------------------------------------------ | ---------------------------- | ---------------------------- | --- |
| ۱۹۰۳ |                | ماری کوری به همراه پیر کوری و آنری بکرل                                  | لهستان فرانسه                | جایزه نوبل فیزیک             | به خاطر پژوهش‌های خارق‌العاده بر روی پدیدهٔ تابش که توسط پروفسور آنری بکرل کشف شده بود.                                               |
| ۱۹۰۵ |                | برتا سوتنر                                                               | اتریش-مجارستان               | جایزه صلح نوبل               | رئیس افتخاری دفتر بین‌المللی صلح و به خاطر نگارش رمان تفنگت را زمین بگذار.                                                          |
| ۱۹۰۹ |                | سلما لاگرلوف                                                             | سوئد                         | جایزه نوبل ادبیات            | به خاطر آرمان‌گرایی بلند، تخیل زنده و ادراک معنوی که مشخصهٔ نوشته‌های اوست.                                                           |
| ۱۹۱۱ |                | ماری کوری                                                                | لهستان فرانسه                | جایزه نوبل شیمی              | برای کشف رادیم و پولونیم. |
| ۱۹۲۶ |                | گراتزیا دلدا                                                             | ایتالیا                      | جایزه نوبل ادبیات            | به خاطر نوشته‌های الهام‌بخش او که با تصویر واضح و تغییرپذیر زندگی او در جزیرهٔ زادگاهش و هم‌دردی با مشکلات کلیِ بشری را به تصویر می‌کشد. |
| ۱۹۲۸ |                | سیگرید اوندست                                                            | نروژ                         | جایزه نوبل ادبیات            | عمدتاً به خاطر توصیف قدرتمند خود از زندگی شمالی در قرون وسطی.                                                                       |
| ۱۹۳۱ |                | جین آدامز به همراه نیکولاس موری باتلر                                    | ایالات متحده آمریکا          | جایزه صلح نوبل               | جامعه‌شناس، ریاست اتحادیه بین‌المللی زنان برای صلح و آزادی.                                                                          |
| ۱۹۳۵ |                | ایرن ژولیو-کوری به همراه فردریک ژولیو کوری                               | فرانسه                       | جایزه نوبل شیمی              | برای ساخت عناصر پرتوزای جدید. |
| ۱۹۳۸ |                | پرل باک                                                                  | ایالات متحده آمریکا          | جایزه نوبل ادبیات            | برای توصیف غنی و واقعاً حماسی خود از زندگی روستایی در چین و شاهکارهای زندگینامه‌ای او.                                               |
| ۱۹۴۵ |                | گابریلا میسترال                                                          | شیلی                         | جایزه نوبل ادبیات            | به خاطر شعر غنایی او که از احساسات قوی الهام گرفته شده و باعث شده که نام او نماد آرمان‌گرایی در کل آمریکای لاتین شود.               |
| ۱۹۴۶ |                | امیلی گرین بالچ به همراه جان مت                                          | ایالات متحده آمریکا          | جایزه صلح نوبل               | استاد پیشین تاریخ و جامعه‌شناسی، ریاست افتخاری اتحادیه بین‌المللی زنان برای صلح و آزادی.                                             |
| ۱۹۴۷ |                | گرتی کوری به همراه برناردو هوسای و کارل فردیناند کوری                    | ایالات متحده آمریکا          | جایزه نوبل فیزیولوژی و پزشکی | برای کشف چرخهٔ کاتالیزوری گلیکوژن.                                                                                                  |
| ۱۹۶۳ |                | ماریا ژئوپرت مایر به همراه جی. هانس دی. جنسن و یوجین ویگنر               | ایالات متحده آمریکا          | جایزه نوبل فیزیک             | برای اکتشافات خود در مورد ساختار پوسته هسته‌ای.                                                                                     |
| ۱۹۶۴ |                | دوروتی هاجکین                                                            | بریتانیا                     | جایزه نوبل شیمی              | برای تخمین‌هایش دربارهٔ ساختار مواد مهم بیوشیمیایی به وسیلهٔ بلورنگاری.                                                               |
| ۱۹۶۶ |                | نلی زاکس به همراه شموئل یوسف آگنون                                       | سوئد و آلمان                 | جایزه نوبل ادبیات            | برای نوشتار تغزلی و دراماتیک برجستهٔ وی که سرنوشت اسرائیل را با قدرت لمس تفسیر می‌کند.                                               |
| ۱۹۷۶ |                | بتی ویلیامز                                                              | بریتانیا                     | جایزه صلح نوبل               | به خاطر بنیان‌گذاری جنبش صلح ایرلند شمالی (که بعدها به جامعهٔ صلح مردم تغییر نام داد).                                               |
| ۱۹۷۶ | مایرید ماگوایر |                                                                          | بریتانیا                     | جایزه صلح نوبل               | به خاطر بنیان‌گذاری جنبش صلح ایرلند شمالی (که بعدها به جامعهٔ صلح مردم تغییر نام داد).                                               |
| ۱۹۷۷ |                | روزالین سوسمن یالو به همراه روژه گیمن و اندرو شالی                       | ایالات متحده آمریکا          | جایزه نوبل فیزیولوژی و پزشکی | به خاطر پیشبرد پرتوشناسی هورمون‌های پپتیدی.                                                                                         |
| ۱۹۷۹ |                | مادر ترزا                                                                | یوگسلاوی هند                 | جایزه صلح نوبل               | بنیان‌گذاری جمعیت مبلغان خیریه در کلکته.                                                                                            |
| ۱۹۸۲ |                | آلوا میردال به همراه آلفونسو گارسیا روبلس                                | سوئد                         | جایزه صلح نوبل               | وزیر سابق کابینه، دیپلمات و نویسنده.                                                                                               |
| ۱۹۸۳ |                | باربارا مک‌کلینتاک                                                        | ایالات متحده آمریکا          | جایزه نوبل فیزیولوژی و پزشکی | به خاطر کشف سازه جابجاشدنی ژنتیکی.                                                                                                 |
| ۱۹۸۶ |                | ریتا لوی مونتالچینی به همراه استنلی کوهن                                 | ایتالیا ایالات متحده آمریکا  | جایزه نوبل فیزیولوژی و پزشکی | به خاطر کشف عامل رشد. |
| ۱۹۸۸ |                | گرترود بی. الیون به همراه جرج اچ. هیچینگز و جیمز بلک                     | ایالات متحده آمریکا          | جایزه نوبل فیزیولوژی و پزشکی | برای کشف در اصول بنیادین داروشناسی.                                                                                                |
| ۱۹۹۱ |                | نادین گوردیمر                                                            | آفریقای جنوبی                | جایزه نوبل ادبیات            | به خاطر نوشتن حماسهٔ باشکوهش (در کلام آلفرد نوبل) که سود زیادی به بشریت رسانده‌است.                                                  |
| ۱۹۹۱ |                | آنگ سان سو چی                                                            | میانمار                      | جایزه صلح نوبل               | برای مبارزهٔ بدون خشونتش برای دموکراسی و حقوق بشر.                                                                                  |
| ۱۹۹۲ |                | ریگوبرتا منچو                                                            | گواتمالا                     | جایزه صلح نوبل               | برای کارهایش در زمینهٔ حقوق اجتماعی و آشتی قومی فرهنگی بر اساس احترام به فرهنگ مردم بومی.                                           |
| ۱۹۹۳ |                | تونی موریسون                                                             | ایالات متحده آمریکا          | جایزه نوبل ادبیات            | برای او که در رمان‌هایش با نیروی رؤیایی و اظهارات شاعرانه، به جنبهٔ مهمی از زندگی آمریکایی‌ها زندگی بخشید.                            |
| ۱۹۹۵ |                | کریستیانه نوسلاین-فولهارت به همراه ادوارد بی. لوئیس و اریک فرانسیس ویشوس | آلمان                        | جایزه نوبل فیزیولوژی و پزشکی | برای کشف کنترل ژنتیکی مراحل نخستین رویان‌زایی.                                                                                      |
| ۱۹۹۶ |                | ویسواوا شیمبورسکا                                                        | لهستان                       | جایزه نوبل ادبیات            | برای شعرش که با چاشنی طنز اجازه می‌دهد تا بستر تاریخی و زیستی برای آمدن روشنایی به بندبند وجود انسان فراهم شود.                     |
| ۱۹۹۷ |                | جودی ویلیامز به همراه کارزار جهانی علیه مین‌های زمینی                     | ایالات متحده آمریکا          | جایزه صلح نوبل               | برای کارهایش در زمینهٔ ممنوعیت از استفاده و پاک‌سازی مین‌های ضد نفر.                                                                  |
| ۲۰۰۳ |                | شیرین عبادی                                                              | ایران                        | جایزه صلح نوبل               | برای فعالیتش در زمینهٔ دموکراسی و حقوق بشر به ویژه حقوق زنان و کودکان.                                                              |
| ۲۰۰۴ |                | الفریده یلینک                                                            | اتریش                        | جایزه نوبل ادبیات            | برای نثر آهنگین در رمان‌ها و نمایش نامه‌هایش که با شور زبانی فوق‌العاده‌ای پوچی و قدرت انقیاد جوامع کلیشه‌ای را نشان می‌دهد.             |
| ۲۰۰۴ |                | وانگاری ماآتای                                                           | کنیا                         | جایزه صلح نوبل               | برای سهم خود در توسعه پایدار، دموکراسی و صلح.                                                                                      |
| ۲۰۰۴ |                | لیندا باک به همراه ریچارد اکسل                                           | ایالات متحده آمریکا          | جایزه نوبل فیزیولوژی و پزشکی | برای کشف گیرنده‌های بویایی و سازمان‌دهی دستگاه بویایی.                                                                               |
| ۲۰۰۷ |                | دوریس لسینگ                                                              | بریتانیا                     | جایزه نوبل ادبیات            | برای به تصویر کشیدن تجربه‌ای حماسی از زن که با شک‌گرایی، آتش و قدرت رؤیایی یک تمدن تقسیم‌شده را به دقت بررسی کرده‌است.                 |
| ۲۰۰۸ |                | فرانسواز باره سینوسی به همراه هارالد تسور هاوزن و لوک مونتانیه           | فرانسه                       | جایزه نوبل فیزیولوژی و پزشکی | به خاطر کشف ویروس اچ‌آی‌وی. |
| ۲۰۰۹ |                | الیزابت بلک‌برن به همراه جک ژوستاک                                        | استرالیا ایالات متحده آمریکا | جایزه نوبل فیزیولوژی و پزشکی | برای کشف این که چگونه کروموزوم توسط تلومراز و آنزیم تلومراز محافظت می‌شود.                                                          |
| ۲۰۰۹ |                | کارول گریدر به همراه جک ژوستاک                                           | ایالات متحده آمریکا          | جایزه نوبل فیزیولوژی و پزشکی | برای کشف این که چگونه کروموزوم توسط تلومراز و آنزیم تلومراز محافظت می‌شود.                                                          |
| ۲۰۰۹ |                | عادا یونات به همراه توماس استیتز و ونکاترامان راماکریشنان                | اسرائیل                      | جایزه نوبل شیمی              | برای پژوهش‌هایش در زمینهٔ ساختار و عملکرد ریبوزوم.                                                                                   |
| ۲۰۰۹ |                | هرتا مولر                                                                | آلمان و رومانی               | جایزه نوبل ادبیات            | به خاطر به تصویر کشیدن چشم‌انداز محرومان با تمرکز بر شعر و صداقت نثر.                                                               |
| ۲۰۰۹ |                | الینور اوستروم به همراه الیور ئی. ویلیامسون                              | ایالات متحده آمریکا          | جایزه نوبل اقتصاد            | به خاطر بررسی حاکمیت اقتصادی به ویژه مشترکات آن.                                                                                   |
| ۲۰۱۱ |                | الن جانسون سیرلیف                                                        | لیبریا                       | جایزه صلح نوبل               | برای مبارزهٔ صلح‌آمیز برای امنیت و حقوق زنان برای مشارکت کامل در اعمال صلح آمیز.                                                     |
| ۲۰۱۱ | لیما گبوی      |                                                                          | لیبریا                       | جایزه صلح نوبل               | برای مبارزهٔ صلح‌آمیز برای امنیت و حقوق زنان برای مشارکت کامل در اعمال صلح آمیز.                                                     |
| ۲۰۱۱ |                | توکل کرمان                                                               | یمن                          | جایزه صلح نوبل               | برای مبارزهٔ صلح‌آمیز برای امنیت و حقوق زنان برای مشارکت کامل در اعمال صلح آمیز.                                                     |
| ۲۰۱۳ |                | آلیس مونرو                                                               | کانادا                       | جایزه نوبل ادبیات            | مهارت در داستان‌نویسی کوتاه معاصر.                                                                                                  |
| ۲۰۱۴ |                | می-بریت موزر به همراه ادوارد موزر و جان اوکیف                            | نروژ                         | جایزه نوبل فیزیولوژی و پزشکی | به خاطر کشف سلول‌هایی که سیستم موقعیت‌یابی مغز را تشکیل می‌دهند.                                                                      |
| ۲۰۱۴ |                | ملاله یوسف‌زی به همراه کایلاش ساتیارتی                                    | پاکستان                      | جایزه صلح نوبل               | برای تلاش‌های ضد سرکوب حقوق کودکان و جوانان و حق تحصیل همهٔ کودکان.                                                                  |
| ۲۰۱۵ |                | یویو تو به همراه ویلیام کمپبل و ساتوشی آمورا                             | جمهوری خلق چین               | جایزه نوبل فیزیولوژی و پزشکی | برای کشف درمان جدید مالاریا. |
| ۲۰۱۵ |                | سوتلانا الکسیویچ                                                         | بلاروس                       | جایزه نوبل ادبیات            | برای نوشته‌های پلی‌فونیک او، یک بنای درد و شجاعت در زمان ما.                                                                         |
| ۲۰۱۸ |                | دانا استریکلند به همراه ژرار مورو و آرتور اشکین                          | کانادا                       | جایزه نوبل فیزیک             | برای روش‌هایش در تقویت پالس‌های خرد شدت بالا، پالس‌های نوری فوق کوتاه.                                                                |
| ۲۰۱۸ |                | فرانسیس آرنولد به همراه گرگ وینتر و جرج پی. اسمیت                        | بریتانیا                     | جایزه نوبل شیمی              | برای تکامل مستقیم آنزیم‌ها. |
| ۲۰۱۸ |                | نادیا مراد (به همراه دنیس موک‌وگه)                                        | عراق                         | جایزه صلح نوبل               | به دلیل مبارزاتش علیه خشونت جنسی و استفاده از آن در جنگ‌ها به عنوان سلاح.                                                           |
| ۲۰۱۸ |                | اولگا توکارچوک                                                           | لهستان                       | جایزه نوبل ادبیات            | برای داستان پردازی خیال‌انگیزی که به همراه دایرة‌المعارفی از شور و اشتیاق شدید، شکستن مرزها را به عنوان گونه‌ای از زندگی نشان می‌دهد.  |
| ۲۰۱۹ |                | استر دوفلو به همراه آبیجیت بنرجی و میشائیل کرمر                          | ایالات متحده آمریکا فرانسه   | جایزه نوبل اقتصاد            | جهت رویکرد تجربی‌اش برای کاهش فقر جهانی.                                                                                            |